# SWU Verkehr

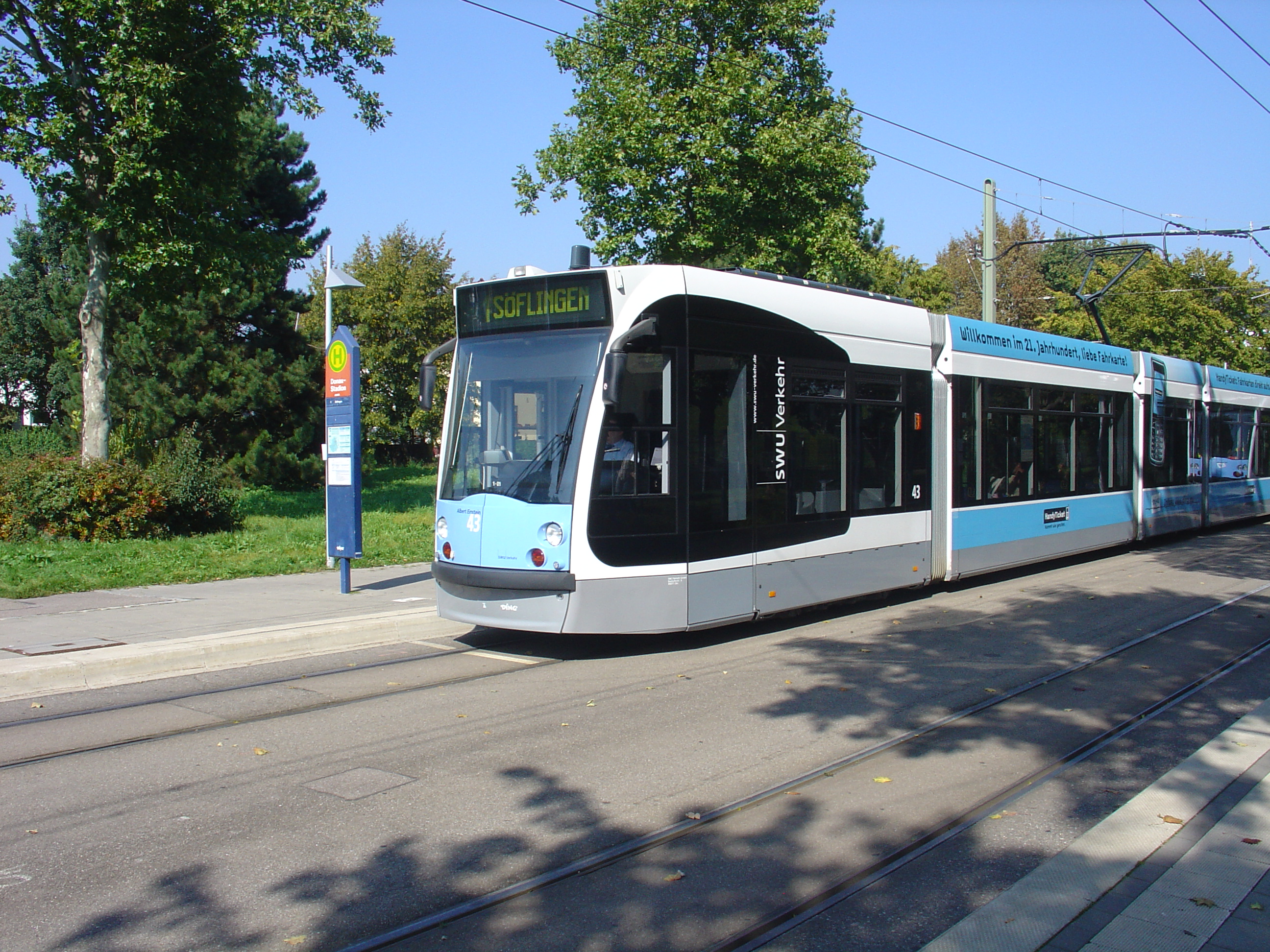
Combino-Straßenbahn an der Haltestelle Donaustadion

Die SWU Verkehr GmbH ist ein Verkehrsunternehmen im Eigentum der Stadtwerke Ulm/Neu-Ulm (SWU). Die SWU Verkehr betreibt mit 18 Buslinien (darunter 6 Nachtbuslinien) und zwei Straßenbahnlinien den überwiegenden Anteil des öffentlichen Personennahverkehrs (ÖPNV) in den Städten Ulm und Neu-Ulm und ist zudem als Eisenbahninfrastrukturunternehmen aktiv.

## Geschichte
Die SWU Verkehr wurde 1998 aus wirtschaftlichen Erwägungen als Teil einer Neustrukturierung der Stadtwerke zur SWU-Unternehmensgruppe gegründet.
Bis zum 21. März 2009 war die Straßenbahn Ulm der kleinste Straßenbahnbetrieb in Deutschland. An diesem Tag wurde die, zu diesem Zeitpunkt einzige, Linie 1 um 4,6 Kilometer und sieben Haltestellen bis in den Stadtteil Böfingen erweitert.
Am 30. März 2011 hat der Ulmer Gemeinderat die SWU Verkehr GmbH mit der Entwurfs- und Genehmigungsplanung für die Line 2 – bestehend aus den Streckenästen „Schulzentrum Kuhberg“ und „Wissenschaftsstadt“ – beauftragt. Bei einer Strecken-Gesamtlänge von 10,5 Kilometern waren 9,3 Kilometer Schiene sowie 18 barrierefreie Haltestellen neu zu bauen. Das gesamte Investitionsvolumen betrug etwa 115 Millionen Euro (einschließlich der notwendigen Erweiterung des SWU-Verkehrsbetriebshofes). Nach Abzug der zu erwartenden Fördermittel von Bund und Land beliefen sich die Kosten für die Stadt Ulm noch auf rund 50,2 Millionen Euro.
Im Juli 2014 wurde der Streckenabschnitt vom Schulzentrum Kuhberg zum Hauptbahnhof, und im Januar 2015 der Streckenast vom Hauptbahnhof zur Wissenschaftsstadt vom Regierungspräsidium Tübingen planfestgestellt, wobei sich Bund und Land mit 85,3 Millionen Euro an den aktualisierten Baukosten von 192 Millionen Euro beteiligen. Am 15. Oktober 2015 fand der Spatenstich für den ersten Streckenabschnitt nahe der Wendeschleife am Egginger Weg auf dem Kuhberg statt. Im gleichen Monat fanden vorbereitende Maßnahmen zum Bau der ÖPNV-Brücke über die nördlich des Hauptbahnhofes gelegenen Gleisanlagen zum Kienlesberg statt. Die Inbetriebnahme der neuen Linie 2 erfolgte am 9. Dezember 2018.
Das Straßenbahnnetz soll weiter ausgebaut werden: Hierfür wurden für folgende Streckenführungen Machbarkeitsstudien beauftragt:
- Hauptbahnhof – Neu-Ulm – Ludwigsfeld
- Verlängerung Linie 1 Söflingen – Kohlplatte[2]

Zur Vorbereitung auf die für den 1. Januar 2020 geplante Direktvergabe wurde die Unternehmensstruktur in der Verkehrssparte der Stadtwerke zum 1. Januar 2018 angepasst. Unter anderem wurde die bis dato bestehende Genehmigungsinhaberin SWU Nahverkehr Ulm/Neu-Ulm GmbH als Tochter der SWU Verkehr GmbH aufgelöst und in letztere überführt. Seither bündelt die SWU Verkehr GmbH als Inhaberin der Liniengenehmigungen und Betreiberin der Infrastruktur und der Fahrzeuge alle Aufgaben zur Erbringung des Nahverkehrs. Die Fahrleistungen wurden seit 2006 von der SWU Verkehr GmbH und der Schwaben Mobil Nahverkehr Service GmbH erbracht, bei der die SWU Verkehr GmbH mit einem Anteil von 51 Prozent Mehrheitseignerin war. Seit dem 1. Januar 2018 firmiert die Schwaben Mobil Nahverkehr Service GmbH als hundertprozentige Tochter der SWU Verkehr GmbH unter dem Namen SWU mobil GmbH.
2019 wurden insgesamt 40,8 Millionen Fahrgäste auf einem Liniennetz von 199,1 Kilometern Länge befördert. In den Jahren 2020 und 2021 brachen die Fahrgastzahlen bedingt durch die COVID-19-Pandemie auf unter 27 Millionen Fahrgäste ein. Im Jahr 2024 wurde mit 41,3 Millionen Fahrgästen erstmals der Wert aus 2019 übertroffen und das Streckennetz gleichzeitig auf 252,7 Kilometer Länge ausgebaut.
Durch eine Direktvergabe der Stadt Ulm wurden alle Liniengenehmigungen der SWU Verkehr, die zum 31. Dezember 2019 ausliefen, um 22,5 Jahre verlängert. Weiterhin werden die Liniengenehmigungen aller weiteren im Stadtgebiet Ulm verkehrenden Linien ebenfalls an die SWU Verkehr übertragen.
Bis zur Umstrukturierung in einen Aufgabenträgerverband im Jahr 2024 war die SWU Verkehr Partnerunternehmen im Verkehrsverbund DING.

## Unternehmensstruktur
Das Unternehmen ist zu 100 Prozent eine operativ eigenständige Tochtergesellschaft der Stadtwerke Ulm/Neu-Ulm. Es hat mit der SWU mobil GmbH eine weitere 100-prozentige Tochter, welche den überwiegenden Teil des Fahrpersonals beschäftigt.

## Eisenbahninfrastruktur
Der SWU Verkehr gehören darüber hinaus knapp 14 Kilometer Industriegleise in Ulm und Neu-Ulm. Außerdem hat das Unternehmen Mitte 2009 von DB Netz die rund zehn Kilometer lange Bahnstrecke Senden–Weißenhorn gepachtet, auf der zum Übernahmezeitpunkt nur Güterverkehr stattfand. Die Bayerische Eisenbahngesellschaft schrieb daraufhin im Dezember 2012 den Schienenpersonennahverkehr zwischen Weißenhorn und Ulm aus. Gewinner der Vergabe war die DB ZugBus Regionalverkehr Alb-Bodensee (RAB). Zum Ausbau der Strecke und zur Erneuerung der Bahnhöfe wurde im Dezember 2011 das Planfeststellungsverfahren eingeleitet. Nach dessen Abschluss sanierte die SWU Verkehr die Strecke im Sommer 2013 und kaufte sie schließlich im darauf folgenden Oktober. Seit Dezember 2013 verkehren zwischen Ulm und Weißenhorn Personenzüge im Stundentakt.
Zum 1. September 2023 übernahmen die SWU Verkehr den Betrieb des 13 Kilometer langen nördlichen Abschnitts zwischen Gessertshausen und Langenneufnach der Bahnstrecke Gessertshausen–Türkheim von der Bahnbetriebsgesellschaft Stauden. Dazu schlossen sie eine Pachtvereinbarung mit dem Streckeneigentümer Staudenbahn-Schienenweg-Trägerverein ab. Das Unternehmen plant eine Ertüchtigung und Elektrifizierung des Abschnitts für eine Reaktivierung im Personennahverkehr.

## Verkehrsleistungen
Die SWU Verkehr betreibt alle innerstädtischen Bus- und Straßenbahnlinien im Stadtgebiet Ulm sowie in Teilen der Stadt Neu-Ulm.
Von 1947 bis 1963 betrieb die Verkehrsabteilung der SWU außerdem den Oberleitungsbus Ulm.
Die Stadt Ulm hat im Nahverkehrsplan von 2017 feste Angebotsstandards festgelegt, die ab 1. Januar 2020 verbindlich für alle Fahrleistungen der Linien in Aufgabenträgerschaft der Stadt Ulm gelten. So sind bei den eingesetzten Bussen und Straßenbahnen strenge Vorschriften hinsichtlich Alter, technischer Ausstattung und Design einzuhalten. Im Liniennetz ist weiterhin die Bedienhäufigkeit und der Betriebszeitraum festgesetzt.

## Fuhrpark
Bis in die 1980er Jahre bestand der Busfuhrpark weitgehend aus den Marken Magirus-Deutz und Setra, deren Hersteller in Ulm ansässig waren. Im historischen Bestand der SWU befinden sich bis heute Fahrzeuge dieser beiden Hersteller als Oldtimer.
Heute besteht der vollständig niederflurige Fuhrpark aus 76 Omnibussen der Marke Mercedes-Benz (davon 61 Diesel-Gelenkbusse (18 m Länge), 14 elektrische Gelenkbusse (18 m Länge) sowie ein Standardbus (12 m Länge)). Weiterhin besitzt die SWU Verkehr 10 Straßenbahnen des Typs Siemens Combino und 18 des Typs Siemens Avenio M. Weitere 21 Omnibusse anderer Unternehmen werden im Auftrag der SWU Verkehr im Linienverkehr eingesetzt. Alle Busse sind mit Klimaanlage, TFT-Monitoren, WLAN und Videoüberwachung ausgestattet.
Die seit 2024 eingesetzten Elektrobusse werden über an den Endhaltestellen befindlichen Lademasten zwischengeladen, um einen Einsatz über den gesamten Betriebstag trotz der langen Einsatzdauer und der anspruchsvollen Topographie zu ermöglichen. Dazu dockt der Bus über einen fahrzeugseitigen Stromabnehmer an die Ladehaube an und beginnt den Ladevorgang. Die Ladeinfrastruktur wird vom Land Baden-Württemberg mit einer Förderquote von 85 Prozent gefördert und soll bis Ende 2026 fertiggestellt sein. Zudem hat die SWU Verkehr im Jahr 2024 die Beschaffung weiterer 46 Elektrobusse ausgeschrieben. Der Ausbau der Ladeinfrastruktur und die Beschaffung der Fahrzeuge dient dem Ziel, bis Ende 2026 die Hälfte aller Buslinien zu elektrifizieren.